# Vatica lanceifolia
Vatica lanceifolia är en tvåhjärtbladig växtart som i första hands beskrevs av Pieter Willem Korthals, och fick sitt nu gällande namn av Carl Ludwig von Blume. Vatica lanceifolia ingår i släktet Vatica och familjen Dipterocarpaceae. Inga underarter finns listade i Catalogue of Life.